# Дело ЮКОСа
Дело Ю́КОСа — события, связанные с уголовным преследованием основных совладельцев ОАО «Нефтяная компания „ЮКОС“» (ЮКОС) и вызвавшие ряд споров в обществе, оказавшие значительное влияние на политическую жизнь и деловой климат в России.
События начались в 2003 году по инициативе Министерства Российской Федерации по налогам и сборам (МНС), а позднее — Федеральной налоговой службы (ФНС). Преследованию подверглись Михаил Ходорковский и Платон Лебедев, а также ряд сотрудников и аффилированных с ЮКОСом лиц и организаций с последующей процедурой банкротства ЮКОСа, вызванного значительной (более 300 млрд руб.) суммой штрафов за недоплаченные налоги.
Дело ЮКОСа вылилось в ряд судебных решений российских судов, а также разбирательство в Европейском суде по правам человека (ЕСПЧ) и Международном арбитраже в Гааге (МАГ), основными из которых были:
- Решение Мещанского районного суда Москвы от 31 мая 2005 года о назначении Ходорковскому и Лебедеву наказания в виде девяти лет лишения свободы[10].
- Решение Арбитражного суда Москвы от 12 ноября 2007 года о ликвидации НК «ЮКОС»[11].
- Решение МАГ от 18 июля 2014 года о присуждении акционерам ЮКОСа 50 миллиардов долларов США[12][13][14][15][16][17][18][19],
- Решение ЕСПЧ от 31 июля 2014 года о присуждении бывшим владельцам ЮКОСа 1,86 миллиарда евро в качестве компенсаций[20]
- Решение Окружного суда Гааги в апреле 2016 года об отмене решения МАГ[21][22][23][24][25][26][27][28].
- Решение Апелляционного суда Гааги в феврале 2020 года об отмене решения Окружного суда Гааги[29] (➤)

## Возможные предпосылки
По состоянию на 1999—2000 годы СМИ сообщали, что ЮКОС активно прибегал к так называемой налоговой оптимизации, пользуясь многочисленными юридическими лазейками, позволявшими уменьшить объём налоговых отчислений — занижение налогооблагаемой базы, продажа нефти через трейдерские фирмы-«однодневки», зарегистрированные в регионах с льготным налогообложением, применение трансфертного ценообразования, применение схемы «обратного зачёта» и т. д. Уникальным для ЮКОСа был способ налоговой оптимизации путём перепродажи по заниженной цене добывавшейся из скважин нефтесодержащей жидкости под видом «скважинной жидкости» между подразделениями, например, расположенными в регионах с льготными ставками налога. Данный манёвр позволял уменьшить общий объём уплачиваемых сырьевых налогов. Многие подобные схемы в том или ином сочетании использовались всеми российскими нефтяными компаниями, однако вариант со «скважинной жидкостью» применялся только «ЮКОСом». По утверждению Юлии Латыниной, идея продажи так называемой «жидкости на устье скважины», являвшейся основным способом минимизации местных налогов, была «лучшим изобретением ЮКОСа». В действительности же этот способ минимизации налогов был «позаимствован» в США.
Так, в 1999 году на тонну добытой нефти ЮКОС заплатил налогов в 10 раз меньше «Сургутнефтегаза» и в 5 раз меньше «Лукойла».
- В первой половине 2002 года в западноевропейской печати появилась серия статей, уличавших руководителей «ЮКОСа» в отмывании денег[36][37]. Серия была спровоцирована обнаружением французскими налоговыми службами швейцарских банковских счетов Елены Коллонг-Поповой, через которые прошли сотни миллионов долларов. По её утверждениям, эти счета она открыла по просьбе одного из акционеров «ЮКОСа» Алексея Голубовича.
- 19 февраля 2003 года на встрече представителей крупного бизнеса с президентом России В. Путиным М. Ходорковский обвинил в коррупции государственную компанию «Роснефть», приведя в пример покупку небольшой нефтяной компании «Северная нефть» за баснословную по тем временам сумму 600 млн долл. В ответ Путин напомнил Ходорковскому, что «ЮКОС» имел проблемы с налогами (хотя и не уточнил, какие) и поинтересовался, как нефтяная компания получила «сверхзапасы»[38].
- В апреле 2003 года «ЮКОС» объявил о слиянии с компанией «Сибнефть», на тот момент контролировавшейся Романом Абрамовичем. Велись переговоры о продаже блокирующего пакета акций объединённой компании с американскими ChevronTexaco и ExxonMobil. По словам Леонида Невзлина (одного из руководителей и совладельцев «ЮКОСа»), Ходорковский был уверен, что руководство страны одобрит эту рекордную сделку, но «Путина убедили, что Ходорковский его обманывает»[38].
- Одной из причин начавшегося разгрома компании ряд аналитиков называл недовольство Путина финансированием Ходорковским и другими акционерами «ЮКОСа» оппозиционных партий — «Яблока», СПС, КПРФ[39][40].
- Из книги Валерия Панюшкина «Узник тишины», вышедшей в 2006 году:

«Усилия акционеров ЮКОСа в начале 2003 года можно сложить в некоторую общую картину: они атакуют коррупцию, они выводят крупнейшую нефтяную компанию из-под контроля государства, они финансируют оппозицию, они воспитывают новое поколение свободных граждан, они развивают гуманитарную науку (см. „Открытая Россия“) — у них, кажется, есть какой-то бизнес-план для России. Ещё немного, и Россия выйдет из-под личного контроля президента Путина, станет совсем западной страной. В некотором смысле это действительно заговор, направленный на смену общественного строя. И глупо же думать, что Кремль не замечал такого заговора.»
- В мае 2008 года в интервью британской газете The Sunday Times М. Ходорковский прямо обвинил «бывшего офицера КГБ» Игоря Сечина в организации как первого, так и второго уголовного дела против себя: первого — «из жадности», второго — «из трусости»[41][42]. Ранее Ходорковский опроверг утверждение своего партнёра по бизнесу, главы Menatep Group Леонида Невзлина о том, что часть вины за развал ЮКОСа лежит на Романе Абрамовиче[43].
- Бывший генеральный директор британской нефтяной компании BP Джон Браун утверждал в своей автобиографической книге «Больше, чем бизнес», что незадолго до ареста Ходорковского Владимир Путин в частной беседе заявил ему (Брауну): «Я этого человека терпел слишком долго»[44]. В июле 2009 года бывший премьер-министр России Михаил Касьянов передал в Европейский суд по правам человека письменные показания, согласно которым во время неофициальной встречи с президентом России Владимиром Путиным тот сказал, что Ходорковский «переступил черту», финансируя Коммунистическую партию без разрешения Кремля[45][46].
- Представители КПРФ неоднократно утверждали, что ни партия, ни её члены никогда не получали финансирования от «ЮКОСа». Тем не менее, Михаил Ходорковский утверждал, что помощь этой партии оказывал один из акционеров компании из собственных средств. В 2003 году по списку КПРФ депутатами Государственной думы были избраны бывший член совета директоров «ЮКОСа» Сергей Муравленко и бывший глава аналитического управления «ЮКОСа» Алексей Кондауров[46].
- Как предполагал ряд экспертов, одним из факторов дела Ходорковского в 2003 году и национализации компании ЮКОС было лоббирование Ходорковским снижения налоговой нагрузки на нефтяные компании (в 2002 году Ходорковский выступал против правительственных инициатив в этой области)[47].
- Британский еженедельник Financial Times высказывает мнение о политическом характере «Дела ЮКОСа»:

Сделав несколько циничных ходов, президент Путин уничтожил политического оппонента Михаила Ходорковского и захватил его компанию. Действие, якобы направленное на усмирение жадного олигарха, на самом деле было сделано ради резкого укрепления власти Кремля.
— Би-Би-Си:«Пресса Британии: Путин - "головорез и лжец"»

## Судебные разбирательства в России

### Расследование налоговых органов
В 2003 году МНС в лице Межрегиональной инспекции (МИМНС) провело повторную проверку ЮКОСа на предмет уплаты налогов в 2000-2003 годах. Претензии налоговых органов связаны со сделками по продаже нефти и нефтепродуктов между ЮКОСом и 21 организацией, зарегистрированной в регионах, предоставлявших в 2000 г. налоговые льготы (Калмыкия, Мордовия, ЗАТО «Трёхгорный»). Организации использовали данные льготы и полностью или частично не уплачивали ряд налогов. Налоговые органы утверждали, что эти организации были созданы исключительно с целью недобросовестного использования налоговых льгот и вся экономическая выгода от совершения ими сделок принадлежала ЮКОСу. Данный вывод основывался на следующих фактах, установленных налоговыми органами:
- ОАО «НК ЮКОС» контролировало продажи нефти и нефтепродуктов вышеуказанными организациями;
- нефть и нефтепродукты продавались этим организациям по заниженным ценам;
- в продаже нефти и нефтепродуктов через посредников не было иного смысла и мотива, кроме минимизации налогов;
- сумма использованных организациями налоговых льгот была несопоставима с суммой произведённых в соответствующих регионах инвестиций (так, в ЗАТО «Трёхгорный» было инвестировано лишь 0,006 % от суммы использованных льгот);
- все организации имели счета в банках, подконтрольных ОАО «НК ЮКОС»;
- учредителями организаций нередко были одни и те же физические лица;
- организации рассчитывались с ОАО «НК ЮКОС» и друг с другом преимущественно взаимозачётами и векселями ОАО «НК ЮКОС»;
- бухгалтерский учёт всех организаций вели ООО «ЮКОС-Инвест» и ООО «ЮКОС-ФБЦ».

ОАО «НК ЮКОС» был признан ответственным за неполную уплату налогов по сделкам, совершённым иными юридическими лицами, и налоговые органы доначислили ОАО «НК ЮКОС»:
- налог на прибыль, рассчитанный исходя из прибыли вышеупомянутых взаимозависимых организаций;
- налог на пользователей автодорог;
- налог на содержание объектов социально-культурной сферы;
- налог на имущество;
- НДС, возмещённый из бюджета при экспорте;
- налог на реализацию горюче-смазочных материалов.

#### Постановление
Итогом расследования стало решение МИМНС № 52/896 и требование № 175 и 175/1 от 16.11.2004, согласно которым компании предъявили штрафы.

### Процесс в арбитражных судах
В декабре 2004 года МИМНС подало иск к ЮКОСу в Арбитражный суд города Москвы с требованием уплатить около 72 миллиардов рублей.
Налоговые органы не сослались на какие-либо нормы законодательства для обоснования того, что вся экономическая выгода от сделок взаимозависимых организаций была получена ОАО «НК ЮКОС». Не была применена ссылка на статью 40 Налогового кодекса РФ (нормы о трансфертном ценообразовании). Кроме того, не были представлены доказательства того, что взаимозависимые организации фактически осуществляли свою деятельность (имели обособленные структурные подразделения) вне тех регионов, в которых они были зарегистрированы.
Арбитражный суд г. Москвы и Федеральный арбитражный суд Московского округа отказались применить трёхлетний срок давности в отношении привлечения ОАО «НК ЮКОС» к налоговой ответственности за неуплату налогов в 2000 г. При этом они указали, что «нормы налогового законодательства, предоставляющие права либо гарантии добросовестным налогоплательщикам, не могут быть распространены на недобросовестных». Высший арбитражный суд РФ также отказался применить трёхлетний срок давности, сославшись на тот факт, что акт выездной налоговой проверки был составлен 29 декабря 2003 года.
В соответствующий период не только ЮКОС, но и иные российские нефтяные компании осуществляли свою деятельность через сеть юридических лиц, зарегистрированных в зонах льготного налогообложения. В частности, точно так же действовали «Лукойл» и «Сибнефть». В декабре 2003 года Управление информации и общественных связей Счётной палаты Российской Федерации по результатам проверки финансово-хозяйственной деятельности ОАО «Сибнефть» за 2001 год и первое полугодие 2002 года сообщило, что такая схема позволяла компании «в рамках действующего законодательства уплачивать налог на прибыль по сниженной ставке. Речь, таким образом, идёт о законной деятельности ОАО „Сибнефть“, направленной на минимизацию расходной части бюджета компании».
За 2001 год «ЮКОС» должен был уплатить различные налоговые отчисления на сумму 14,5 долл. за каждый баррель добытой нефти, в то время как все нефтекомпании заплатили в среднем лишь 5,2 долл..
За 2000 год на каждый добытый ЮКОСом баррель нефти были начислены налоги на сумму 10,5 долл., в то время как шесть других крупнейших нефтяных компаний заплатили в среднем по 6 долларов. За 2001 и 2002 годы на компанию были начислены суммы налогов, которые составляли 49,5 % выручки за 2001 год и 58,15 % за 2002 год, а общая сумма претензий налоговых органов с учётом штрафов превысила выручку компании за эти годы.
Общая сумма налоговых претензий с учётом штрафов и пеней за 2000—2003 годы составила 582 млрд руб., а с учётом претензий к дочерним обществам — 703 млрд руб. или почти 25 млрд долларов США по тогдашнему курсу. По данным ЮКОСа, налоговые претензии за 2004 год значительно превысили выручку компании.
После этого акции ЮКОСа сильно упали в цене. Затем в одном из своих интервью Владимир Путин заявил, что государство не намерено банкротить ЮКОС. В результате акции за один день поднялись в цене на 36 %, в результате чего ММВБ была вынуждена остановить торги по данной ценной бумаге.
Все активы и счета ЮКОСа и его дочерних компаний были заморожены. Средства разрешено было снимать лишь на уплату налогов и зарплаты сотрудникам, всё же остальное уходило государству в счёт долгов. Компания стала постепенно сокращать персонал, через некоторое время прекратила экспорт нефти в связи с отсутствием средств на таможенные платежи. Самая крупная нефтяная компания России начала разваливаться.
Арбитражные суды всех инстанций признали претензии налоговых органов правомерными. Федеральная служба судебных приставов России (ФССП) предписала продать «Юганскнефтегаз» для возмещения долгов НК «ЮКОС» перед федеральным бюджетом. В августе компания оказалась не способна уплатить долги по предоставленным годом ранее кредитам на сумму в 1 миллиард долларов. Менеджмент компании совместно с акционерами рассматривал возможность объявления НК «ЮКОС» несостоятельным (банкротом) с целью избежать расчленения компании. 14 декабря 2004 года ЮКОС подал иск о добровольном банкротстве в суд в Хьюстоне (США). Решением от 16 декабря 2004 года этот суд запретил компаниям и банкам предпринимать какие-либо действия по отчуждению собственности ЮКОСа. Тем не менее 19 декабря 2004 года 76,79 % акций «Юганскнефтегаза» были проданы ФССП на аукционе за 9,3 млрд долларов. Победителем стала малоизвестная компания ООО «Байкалфинансгруп», акционерами которой, по словам В. Путина, являются «физические лица, которые многие годы занимаются бизнесом». Через несколько дней эта компания была куплена государственным ОАО «Роснефть».
В декабре 2004 года Deutsche Bank, который возглавлял группу банков, планировавших профинансировать покупку «Юганскнефтегаза», подал в американский суд заявление с просьбой прекратить дело о реорганизации ЮКОСа, обосновав это тем, что компания имела в США незначительные активы и лишь одного работника — Брюса Мизамора. Однако ЮКОС указывал, что многие из его акционеров являются американскими гражданами. В итоге в феврале 2005 судья Хьюстонского суда прекратила дело, постановив, что оно должно рассматриваться в суде, где будет обеспечено участие в процессе российского правительства. Она не приняла во внимание аргументы представителей ЮКОСа о том, что российское правительство наложило на компанию налоговые взыскания по политическим причинам и поэтому ЮКОС не может рассчитывать на справедливое рассмотрение своего дела в России.

### Банкротство НК «ЮКОС»
Нефтедобывающие предприятия ЮКОСа в 2005 добыли 24,5 млн т нефти. Выручка ЮКОСа по РСБУ за девять месяцев 2005 г. составила 2,03 млрд руб., чистый убыток — 2,92 млрд руб. Налоговые претензии государства к ЮКОСу на начало 2006 составляли 9,8 млрд $, и ещё около 1,2 млрд $ компания задолжала коммерческим банкам и Group Menatep.
28 марта 2006 г. Арбитражным судом г. Москвы было принято решение о начале процедуры банкротства компании и назначении в ней временного управляющего, которым стал Эдуард Ребгун.
На середину июля 2006, по информации временного управляющего ЮКОСа Эдуарда Ребгуна, подтверждённая задолженность компании бюджету, «Юганскнефтегазу» и «Роснефти» составляла 491,575 млрд руб. (около 18 млрд $).
По решению суда 1 августа 2006 г. в ЮКОСе было введено конкурсное производство сроком на год. Размер предъявленных кредиторами требований ЮКОСу — около 29,5 млрд $, в том числе налоговые претензии — на 11,5 млрд $, 14 млрд $ — требования аффилированных с ЮКОСом компаний, 700 млн $ — долг перед дружественной GML Moravel, 485 млн $ — банковские требования, которые выкупила «Роснефть», ещё 2,4 млрд $ — долг перед «Юганскнефтегазом» и 90 млн $ — прочие коммерческие требования.
В период наблюдения, введённого в ЮКОСе 28 марта, в суд обратились 43 кредитора с требованиями на сумму около 630 млрд руб., но суд признал требования 30 кредиторов на 491,6 млрд руб. Крупнейшие — ФНС (353,8 млрд руб.), «Роснефть» и «Юганскнефтегаз» (122 млрд руб.).
После завершения процедуры банкротства на основании решения арбитражного суда Москвы от 12 ноября в Единый государственный реестр юридических лиц 21 ноября 2007 года была внесена запись о ликвидации НК «ЮКОС».

### Дело Ходорковского, Лебедева и Крайнова
Формальным поводом для начала расследования Генпрокуратуры в отношении ЮКОСа и его владельцев стал запрос депутата Госдумы Владимира Юдина о законности приватизации в 1994 году горно-обогатительного комбината «Апатит» (Мурманская область) коммерческими структурами, контролировавшимися Михаилом Ходорковским и его партнёрами по бизнесу.
Через несколько дней было возбуждено уголовное дело 18/41-03 о якобы хищении 20 % акций комбината на сумму ущерба государству в размере 280 миллионов $, неисполнении решения суда (статья 33 ч. 3, статья 315 УК), превышение должностных полномочий (статья 285) и уклонении от уплаты налогов (ч. 3 статьи 33, п. п. «а», «г» ч. 2 статьи 199) физическим лицом и организациями, подконтрольными нефтяной компании ЮКОС, от которого впоследствии «отпочковались» десятки уголовных дел в отношении отдельных сотрудников компании.
Первый месяц следствие велось в условиях повышенной секретности, и о расследовании стало известно лишь 2 июля 2003 года, когда был арестован председатель совета директоров Международного финансового объединения «Менатеп» Платон Лебедев.
После ареста Платона Лебедева события развивались стремительно, и сообщения о предъявлении новых обвинений и проведении обысков поступали еженедельно. Расследование дела самого Лебедева было завершено всего за два месяца. Поначалу его обвиняли в хищении 20 % акций, потом добавили ещё ряд обвинений.
Через некоторое время последовали обвинения самой компании ЮКОС в уклонении от уплаты налогов через различные схемы оптимизации налогов. Последовали усиленные налоговые проверки за несколько лет. По словам высших руководителей ЮКОСа, насчитанная сумма недоимок и штрафов превысила выручку компании за эти годы. По версии министерства по налогам и сборам, реальная выручка ЮКОСа была гораздо больше заявленной.
Самого Михаила Ходорковского Генпрокуратура поначалу не очень беспокоила, — Ходорковского лишь несколько раз допросили в качестве свидетеля вскоре после ареста Платона Лебедева, а потом надолго оставили в покое. Но уже осенью 2003 года из прокуратуры начали поступать недвусмысленные намёки о наличии серьёзных претензий и к Ходорковскому.
Утром 25 октября 2003 года самолёт Ходорковского, направлявшийся в Иркутск, совершил посадку для дозаправки в аэропорту Новосибирска. Как только самолёт остановился, он был блокирован сотрудниками ФСБ. В тот же день Ходорковский был доставлен в Басманный суд Москвы и затем помещён в следственный изолятор «Матросская тишина». В этот же день пакет акций ЮКОСа Ходорковского перешёл в управление Джейкобу Ротшильду. 3 ноября того же года Ходорковский подал в отставку с поста председателя правления компании.
Следствие по делу Ходорковского было закончено также в рекордные два месяца. Претензии к нему полностью повторили то, в чём ранее был обвинён Платон Лебедев: хищение чужого имущества, злостное неисполнение вступившего в законную силу решения суда, причинение имущественного ущерба собственникам путём обмана, уклонение от уплаты налогов с организаций и с физических лиц, подделка документов, присвоение и растрата чужого имущества организованной группой в крупном размере.
По версии следствия, с которой впоследствии согласился суд, Михаил Ходорковский и Платон Лебедев в 1994 году создали организованную преступную группу с тем, чтобы обманом завладеть акциями различных предприятий (мошенничество) и затем продавать продукцию комбината «Апатит» по заниженным ценам подконтрольным фирмам-посредникам, которые, в свою очередь, реализовывали их уже по рыночным ценам (причинение имущественного ущерба путём обмана или злоупотребления доверием). Кроме того, их обвинили в налоговых преступлениях.
Помимо совершения экономических преступлений, ряд сотрудников ЮКОСа был обвинён в организации нескольких убийств. Так, например, работник службы безопасности ЮКОСа Алексей Пичугин, по версии прокуратуры, организовал убийство мэра Нефтеюганска Владимира Петухова в 1998 году — по прямому указанию председателя правления ЮКОСа Леонида Невзлина.
Вскоре после ареста Михаила Ходорковского Генпрокуратура РФ начала «генеральное наступление» на ЮКОС, предъявляя обвинения различным сотрудникам организаций группы. К маю 2005 года список обвиняемых по делам ЮКОСа превысил 30 человек, большинство из которых скрывалось от следствия за пределами Российской Федерации.
Процессы над Платоном Лебедевым и Михаилом Ходорковским начались в апреле 2004 года, затем они были объединены, и по существу рассмотрение дела началось в июле 2004 года.
31 мая 2005 года Мещанский суд Москвы назначил Ходорковскому наказание в виде девяти лет лишения свободы в колонии общего режима по статьям
- ч. 3 ст. 147 УК РСФСР — «мошенничество», «в крупных размерах или организованной группой, или особо опасным рецидивистом»;
- ч. 3 ст. 33, ст.315 УК РФ (ред. № 162-ФЗ 8 декабря 2003 года) — «организатор», «неисполнение приговора суда, решения суда или иного судебного акта»;
- пп. «а», «б» ч. 3 ст. 160 УК РФ (№ 63-ФЗ 13 июня 1996 года) — «присвоение или растрата», «организованной группой», «в крупном размере»;
- пп. «а», «б» ч. 3 ст. 165 УК РФ (№ 63-ФЗ 13 июня 1996 года) — «причинение имущественного ущерба путём обмана или злоупотребления доверием», «совершённые организованной группой», «причинившие крупный ущерб»;
- ч. 2 ст. 198 УК РФ (ред. № 162-ФЗ 8 декабря 2003 года) — «уклонение от уплаты налогов и (или) сборов с физического лица», «в особо крупном размере»;
- ч. 3 ст. 33, пп. «а», «б» ч. 2 ст. 199 УК РФ (ред. № 162-ФЗ 8 декабря 2003 года) — «организатор», «уклонение от уплаты налогов и (или) сборов с организации», «группой лиц по предварительному сговору», «в особо крупном размере»;
- пп. «а», «б» ч. 3 ст. 159 УК РФ (№ 63-ФЗ 13 июня 1996) — «мошенничество», «организованной группой», «в крупном размере».

Согласно решению Московского городского суда от 22 сентября 2005 года, обвинительный приговор в отношении Михаила Ходорковского, Платона Лебедева и Андрея Крайнова, вынесенный Мещанским судом г. Москвы, вступил в силу. Московский городской суд исключил лишь один эпизод и снизил наказание Ходорковскому и Лебедеву на один год до восьми лет лишения свободы.
Ходорковский был отправлен в исправительную колонию в Читинской области, а Лебедев — в Ямало-Ненецком автономном округе. Между тем, согласно статье 73 Уголовно-исполнительного кодекса РФ, осуждённые к лишению свободы отбывают наказание в исправительных учреждениях в пределах территории субъекта Российской Федерации, в котором они проживали или были осуждены. Глава Федеральной службы исполнения наказаний Юрий Калинин объяснил направление Ходорковского и Лебедева в отдалённые колонии отсутствием мест в расположенных рядом с Москвой колониях и необходимостью обеспечения безопасности Ходорковского и Лебедева. Адвокаты Лебедева сначала направили жалобы на незаконность этапирования их подзащитного в колонию в Ямало-Ненецком автономном округе в Генпрокуратуру РФ и Федеральную службу исполнения наказаний, а затем обжаловали это этапирование в суде. Но суд в удовлетворении этой жалобы отказал. Аналогичная жалоба Ходорковского также была отклонена судом.

### Дело Пичугина
В 1998—2002 годах были совершены следующие преступления, которые позже были инкриминированы бывшему главе отдела внутренней экономической безопасности в нефтяной компании «ЮКОС» Алексею Пичугину:
- 21 января 1998 года директор московской компании ТОО «Торговая фирма „Феникс“» Валентина Корнеева была убита выстрелом в голову у дверей своей квартиры[78][79][80]. Ранее Корнеева отказалась продать принадлежащее ей помещение структурам, подконтрольным МЕНАТЕПу[81][82].
- Летом 1998 года был избит управляющий делами ЗАО «Роспром» Сергей Колесов[79][80].
- 26 июня 1998 года по дороге на работу из пистолета-пулемёта был застрелен мэр Нефтеюганска В. А. Петухов[80][83][84]. Убийство было совершено в день рождения Михаила Ходорковского[82]. Вдова Петухова заявила, что причиной убийства могла быть «попытка проверить деятельность НК ЮКОС, вызванная налоговыми неплатежами»[83]. За месяц до убийства Петухов публично предупредил руководство ЮКОСа, что если налоги не поступят в бюджет, он добьётся отмены кредита, выделенного «Юганскнефтегазу» и ЮКОСу[83]. 15 июня 1998 года Петухов объявил голодовку с требованием возбуждения уголовного дела по факту сокрытия налогов ЮКОСом[83].
- В ноябре 1998 года у дверей квартиры бывшего советника Михаила Ходорковского О. Н. Костиной была взорвана бомба[79][80]. По словам Костиной, ещё в 1999 году у следствия были подозрения о связях её дела с МЕНАТЕПом[79].
- 24 ноября 1998 года в Москве было совершено покушение на главу австрийской нефтяной компании «East petroleum handelsgas GmbH» Евгения Рыбина[83]. Преступник выстрелил в Рыбина из пистолета-пулемёта, когда тот вышел из дома топ-менеджера ЮКОС-EP Леонида Филимонова[83]. Рыбин и Филимонов обсуждали состоявшиеся до этого безуспешные переговоры ЮКОСа с Рыбиным о возврате нескольких десятков миллионов долларов, которые в начале 1990-х годов были вложены компанией «Ист Петролеум» в развитие двух нефтяных месторождений, приватизированных ЮКОСом[81][82][83]. 5 марта 1999 года на Рыбина было снова совершено покушение: в Московской области преступники обстреляли его автомобиль из автомата и гранатомёта, в результате чего погиб водитель Николай Федотов, а два охранявших Рыбина сотрудника милиции были ранены[81][83]. Рыбин обвинил в организации покушений руководство ЮКОСа[83].
- В ноябре 2002 года были похищены тамбовский предприниматель Сергей Горин и его супруга, их тела так и не нашли[79][80].

6 августа 2007 года Московский городской суд приговорил Пичугина к пожизненному заключению с отбыванием наказания в колонии особого режима.
21 апреля 2008 года свидетели обвинения Геннадий Цигельник и Евгений Решетников заявили, что оговорили Леонида Невзлина и начальника отдела службы безопасности «ЮКОСа» Алексея Пичугина под давлением следствия в обмен на поблажки в сроке заключения.

### Уголовное преследование других работников
Расследование отдельных эпизодов деятельности других менеджеров ЮКОСа продолжалось и далее, в отношении некоторых из них (менеджеров) были вынесены обвинительные приговоры (часть из них условно или с испытательным сроком), некоторые получили политическое убежище за рубежом, или государства, в которых они находились, отказали России в экстрадиции.
В мае 2019 года Хамовнический суд Москвы заочно приговорил к 10 годам колонии бывшего адвоката ЮКОСа Павла Ивлева. Проживающий с 2004 года в США адвокат признан виновным в отмывании и присвоении 14 миллиардов долларов, а также в уклонении от уплаты налогов. Ивлев известен также своим сотрудничеством с Алексеем Навальным. Он консультировал оппозиционера, проходившего в этот момент стажировку в Йельском университете в США, по конфликту с компанией «ВТБ лизинг», а в дальнейшем нанял Навального как адвоката в связи с делом ЮКОСа.

### Второе дело Ходорковского и Лебедева
В декабре 2006 года Михаил Ходорковский и его бывший деловой партнёр Платон Лебедев были переведены в следственный изолятор Читы для предъявления новых обвинений — по делу об отмывании денежных средств («Легализация денежных средств, полученных преступным путём», ст. 174 ч. 3 УК РФ).
4 февраля 2007 года адвокаты Ходорковского и Лебедева Ю. Шмидт, Е. Бару, К. Ривкин, Л. Сайкин и К. Москаленко, прибывшие в московский аэропорт «Домодедово» для вылета в Читу к обвиняемым, были задержаны на стойке регистрации, у них были отобраны билеты и паспорта, а они сами препровождены в подвальное помещение линейного отделения милиции, в котором удерживались некоторое время вооружёнными сотрудниками правоохранительных органов; в ходе досмотра все бумаги из адвокатских досье, все документы и письма были досмотрены и сняты на видео.
24 февраля 2009 года М. Ходорковский и П. Лебедев по этапу прибыли в Москву. 3 марта 2009 года Хамовнический межрайонный суд Москвы начал предварительные слушания по новому уголовному делу. Обвинение возглавил Дмитрий Шохин, который представлял гособвинение на первом процессе по делу Ходорковского и Лебедева.
Ходорковскому и Лебедеву были предъявлены обвинения в том, что в составе организованной группы с основными акционерами ОАО НК ЮКОС и другими лицами в период до 12 июня 1998 года они похитили акции дочерних обществ ОАО «Восточная нефтяная компания» на сумму 3,6 млрд руб., в 1998—2000 гг. были легализованы похищенные на эту же сумму акции дочерних обществ ОАО «Восточная нефтяная компания», а также в 1998—2003 гг. они совершили хищение путём присвоения нефти ОАО «Самаранефтегаз», ОАО «Юганскнефтегаз» и ОАО «Томскнефть» на сумму более 892,4 млрд руб. и легализацию части этих средств в 1998—2004 в размере 487,4 млрд руб. и 7,5 млрд долларов.
4 марта 2009 года Хамовнический суд отказал в удовлетворении ходатайства защиты Ходорковского и Лебедева об отводе судьи Виктора Данилкина, рассматривающего уголовное дело в отношении них.
6 марта 2009 года адвокаты Ходорковского и Лебедева просили суд прекратить уголовное дело в отношении их подзащитных за отсутствием состава преступления.
17 мая 2010 года Ходорковский объявил голодовку в связи с тем, что суд, рассматривающий второе дело, продлил срок его содержания под стражей. Ходорковский счёл продление ареста противоречащим новому закону, который запрещает заключать под стражу обвиняемых в экономических преступлениях без достаточных оснований. После того пресс-секретарь президента России Дмитрия Медведева сообщила, что президент знаком с содержанием письма Ходорковского председателю Верховного суда России, 19 мая Ходорковский прекратил голодовку.
В мае 2010 г. на процессе в качестве свидетеля защиты выступил бывший премьер-министр России Михаил Касьянов. Он сказал, что методы работы в «ЮКОСе» ничем не отличались от практики других ведущих нефтяных компаний и всем компаниям были свойственны вертикальная интеграция, применение трансфертного ценообразования и использования зон льготного налогообложения. Касьянов заявил, что считает дело в отношении Ходорковского и Лебедева возбуждённым по политическим мотивам и что Путин ему лично сказал, что «компания „ЮКОС“ финансировала политические партии „Яблоко“ и СПС, которые он разрешил финансировать, и компартию, которую не разрешал».
В мае 2010 года защита просила вызвать в суд целую группу бывших и действующих правительственных чиновников, включая премьер-министра Владимира Путина и вице-премьера Игоря Сечина. Однако суд согласился выслушать только Германа Грефа который в 1998 году занимал пост первого заместителя Министерства государственного имущества, и бывшего главу Минпромэнерго Виктора Христенко.
21 и 22 июня 2010 года они выступили в качестве свидетелей на процессе. Греф сообщил, что ему неизвестно о хищении 350 млн тонн нефти, в котором обвиняют экс-главу ЮКОСа Михаила Ходорковского и бывшего руководителя МФО МЕНАТЕП Платона Лебедева. Христенко сообщил суду, что ничего не знает о хищении нефти ЮКОСа, которое инкриминируют подсудимым, а также заявил, что использование трансфертных цен и иностранных трейдеров являлось нормальной практикой.
30 декабря 2010 года судья Хамовнического суда Виктор Данилкин признал Ходорковского и Лебедева виновными по статьям 160 и 174 часть 1 в части сделок с нефтью и приговорил каждого из них к 14 годам лишения свободы с зачётом ранее отбытого срока. При этом в части эпизода с акциями, принадлежавшими ОАО «Восточная нефтяная компания», дело было прекращено в связи с истечением 10-летнего срока давности.
14 февраля 2011 года было опубликовано интервью с Натальей Васильевой, помощником судьи В. Данилкина, в котором она утверждала, что приговор был написан судьями Мосгорсуда и навязан Данилкину против его воли.

«То, что приговор был привезен из Мосгорсуда, я абсолютно точно знаю. И то, что писался этот приговор судьями кассационной инстанции по уголовным делам, — то есть Мосгорсуда. Это очевидно».— Наталья Васильева в интервью Газете.ру
По её словам, «многое я знаю от близкого к судье человека», которого назвать отказалась. Также такие выводы она сделала из того, что ей могли сказать [когда она приносила документы на подпись]: не мешай, Виктор Николаевич говорит с Мосгорсудом. Или он сам говорил ей: «Я с „городом“ говорю». По утверждению, Н. Васильевой, «это на сленге значит Мосгорсуд». Соответственно, делает вывод Н. Васильева, «давались какие-то распоряжения». Данилкин назвал это утверждение клеветой, а в Мосгорсуде заявили о провокации.

В феврале 2011 года судья Данилкин в своём интервью заявил, что приговор Михаилу Ходорковскому и Платону Лебедеву был написан им единолично с соблюдением всех норм закона. А угрозы и давление были, скорее, со стороны сочувствующих Ходорковскому: 
Непонятные люди какие-то звонили по телефону, узнали мой домашний телефон, заходили на сайт сына, какие-то гадости там размещали. Приходила корреспонденция в мой адрес в Хамовнический суд. В момент оглашения приговора, он оглашался четыре дня, здесь уже были прямые угрозы.
Кассационным определением судебной коллегии по уголовным делам Московского городского суда от 24 мая 2011 года приговор Хамовнического районного суда в отношении Ходорковского и Лебедева был изменён и наказание им было снижено до 13 лет лишения свободы каждому.
27 мая 2011 года Ходорковский и Лебедев подали в Преображенский районный суд Москвы ходатайства об условно-досрочном освобождении, так как вменённые им статьи предусматривают такую возможность после отбытия половины срока лишения свободы, а из назначенных 13 лет они отбыли уже более семи с половиной.
В июне 2011 года Ходорковский был этапирован в исправительную колонию № 7 в городе Сегежа в Карелии, а Лебедев был этапирован в исправительную колонию № 14 под городом Вельск в Архангельской области.
20 декабря 2012 года президиум Мосгорсуда, рассмотрев дело в надзорном порядке, снизил срок заключения Михаилу Ходорковскому и Платону Лебедеву с 13 до 11 лет. Это было мотивировано переквалификацией обвинения в связи с либерализацией УК РФ. Кроме того, президиум Мосгорсуда исключил из обвинения указание о легализации денежных средств на сумму более 2 миллиардов рублей, посчитав её излишне вменённой. Также за истечением срока давности суд прекратил уголовное преследование по одному из эпизодов неуплаты налогов. В результате Лебедев должен был быть освобождён 2 июля 2014 года, Ходорковский — 25 октября 2014 года.
20 декабря 2013 года Владимир Путин подписал указ о помиловании Михаила Ходорковского.
23 января 2014 года Президиум Верховного суда РФ сократил наказание Лебедеву до отбытого и постановил немедленно освободить его с правом частичной реабилитации. 24 января 2014 года он был освобождён из колонии.
14 января 2020 года ЕСПЧ постановил, что в отношении Ходорковского и Лебедева были нарушены статьи 6 (справедливое судебное разбирательство), 7 (наказание исключительно на основании закона) и 8 (уважение частной и семейной жизни) ЕКПЧ, но не признал процесс над бизнесменами политически мотивированным (статья 18 ЕКПЧ). По мнению ЕСПЧ, Ходорковский и Лебедев были осуждены за деяния, которые не являлись преступлением. Россия не стала обжаловать постановление в Большую палату ЕСПЧ, и 14 мая 2020 года оно вступило в силу.

### «Третье дело ЮКОСа»
В июне 2019 года Генеральный прокурор РФ Юрий Чайка подтвердил факт расследования нового уголовного дела в отношении компании ЮКОС, о котором говорилось в показанном ранее, 31 мая, материале на телеканале НТВ, использовавшем фразу «третье дело ЮКОСа». По словам авторов материала на НТВ, «несколько лет назад Генеральная прокуратура РФ начала новое масштабное расследование в отношении бывших владельцев ЮКОСа».

## Судебные разбирательства в ЕСПЧ

### Дело «Ходорковский v. Россия»
Ещё до вынесения приговора по первому уголовному делу против Ходорковского он подал иск в ЕСПЧ. В конце мая 2011 года ЕСПЧ, рассматривая этот иск, признал, что были нарушены отдельные права Ходорковского, однако отказался признавать само дело политически мотивированным.

### Дело «Лебедев v. Россия»
В октябре 2007 года ЕСПЧ опубликовал решение по первой жалобе Лебедева на действия российских властей. Согласно решению, ЕСПЧ обязал Россию выплатить Лебедеву 3000 евро моральной компенсации и 7000 евро на покрытие судебных издержек. В частности, ЕСПЧ посчитал нарушением статьи 5 Европейской конвенции о защите прав человека тот факт, что с 30 марта по 6 апреля 2004 года Лебедев находился под стражей без санкции суда. Также, по мнению ЕСПЧ, в двух случаях сроки рассмотрения жалоб на арест были чрезмерно длительными.

### Дело «ЮКОС v. Россия»
23 апреля 2004 года акционеры ЮКОСа подали жалобу на действия российских властей в ЕСПЧ, она была принята к рассмотрению 30 января 2009 г.. В своей жалобе акционеры ЮКОСа просили признать незаконными действия властей России, заявляя, что у них незаконно отобрали собственность, ссылаясь на нарушение положений Конвенции о защите прав и основных свобод, касающихся права на справедливое судебное разбирательство и защиты собственности. Заявители потребовали возместить свой ущерб от этих действий на сумму 98 млрд долларов.
Российские власти для рассмотрения дела привлекли 20 адвокатов, включая известного британского королевского адвоката Майкла Свэйнстона. Акционеров ЮКОСа представлял британский адвокат Пирс Гарднер, имеющий, по утверждению юриста Дмитрия Гололобова, меньший адвокатский опыт, чем Свэйнстон. По мнению Гололобова, класс объяснений Свэйнстона во время его выступлений в ходе слушаний способствовал смещению акцентов в деле в пользу российской стороны.

#### Заявленные нарушения
В своей жалобе ОАО «НК ЮКОС» (далее — Компания) утверждало, что российское государство нарушило следующие положения Европейской конвенции о защите прав человека и основных свобод от 4.11.1950 г. (далее — Конвенция):
- Статью 6 Конвенции (право на справедливое судебное разбирательство);
- Статью 1 Протокола 1 к Конвенции («Каждое физическое или юридическое лицо имеет право беспрепятственно пользоваться своим имуществом. Никто не может быть лишён своего имущества, иначе как в интересах общества и на условиях, предусмотренных законом и общими принципами международного права. Предыдущие положения ни в коей мере не ущемляют права государства обеспечивать выполнение таких законов, какие ему представляются необходимыми для осуществления контроля за использованием собственности в соответствии с общими интересами или для обеспечения уплаты налогов или других сборов или штрафов.»);
- Статью 14 Конвенции (запрещение дискриминации);
- Статью 18 Конвенции («Ограничения, допускаемые по настоящей Конвенции в отношении указанных прав и свобод, не должны применяться для иных целей, кроме тех, для которых они были предусмотрены.»);
- Статью 7 Конвенции («Никто не может быть осуждён за какое-либо уголовное преступление на основании совершения какого-либо действия или за бездействие, которое согласно действовавшему в момент его совершения национальному или международному праву не являлось уголовным преступлением»);
- Статью 13 Конвенции («Каждый человек, чьи права и свободы, признанные в настоящей Конвенции, нарушены, имеет право на эффективные средства правовой защиты перед государственным органом даже в том случае, если такое нарушение совершено лицами, действовавшими в официальном качестве.»).

#### Окончательное решение
20 сентября 2011 года ЕСПЧ принял постановление по иску акционеров ЮКОСа, иск был удовлетворён частично:
- ЕСПЧ признал, что российское государство нарушило право компании на защиту собственности. В частности, сумма налоговых претензий к компании за 2000—2001 годы была рассчитана с нарушениями (однако аналогичные исчисления по налоговому периоду за 2001—2003 годы суд счёл законными и верными). Также, по мнению суда, нарушением права на защиту собственности являлось то, что компании не дали достаточного времени, чтобы расплатиться с дополнительными налоговыми начислениями. Суд пояснил, что это «отчасти объясняется требованиями» российских законов.
- Согласно решению, власти допустили ограничение прав «ЮКОСа» в отношении справедливого суда в рамках судебного процесса по налоговым платежам за 2000 год: юристам «ЮКОСа» не было предоставлено достаточно времени, чтобы ознакомиться с материалами дела в первой инстанции (на изучение 43000 страниц у стороны защиты было только 4 дня). В остальных судебных процессах по делу ЮКОСа ЕСПЧ процессуальных нарушений не обнаружил.
- ЕСПЧ не обнаружил в деле «ЮКОСа» дискриминационной и политической составляющих. По мнению ЕСПЧ, схемы налоговой оптимизации, которые применял «ЮКОС», никогда не были законными в России. Также ЕСПЧ не обнаружил доказательств того, что подобные приёмы были общепринятыми в российском бизнесе.
- Сумма материальной компенсации в решении не была определена, заявлено, что этот вопрос будет оговорён особо.

31 июля 2014 года ЕСПЧ принял отдельное решение о выплате бывшим акционерам компании компенсации в размере 1,86 миллиарда евро (1,866104634 €).
Министерство юстиции РФ 29 октября 2014 года направило ходатайство о передаче вопроса о компенсации на рассмотрение Большой палаты ЕСПЧ. Однако 15 декабря 2014 г. это ходатайство было отклонено.

#### Мнения и оценки
Стороны истцов и ответчиков по-разному оценили решение ЕСПЧ: и те, и другие фактически заявили о своей победе. В пресс-службе Минюста РФ заявили, что ЕСПЧ отверг большинство претензий ЮКОСа к России, признав лишь некоторые процессуальные нарушения. Представитель Минюста заявил: «Суд полностью отверг обвинения в адрес Российской Федерации в „политической мотивации“ и „репрессивном характере“ преследования компании ЮКОС, а также якобы имевшей место дискриминации в отношении неё со стороны российских властей». Полномочный представитель российского правительства в высших судебных инстанциях Михаил Барщевский оценил решение ЕСПЧ как «колоссальную победу». С другой стороны, адвокат истцов Пирс Гарднер заявил, что «в решении суда — три важнейшие победы для ЮКОСа: признано, что компания не могла подготовиться к судебному процессу; что нарушены права собственности; что штрафы начислены незаконно».
Сторонние комментаторы также по-разному оценили итоги дела. Бывший главный юрист «ЮКОСа» Дмитрий Гололобов, сказал, что в своём решении ЕСПЧ фактически признал, что ЮКОС оптимизировал налоги незаконно, а российское государство, борясь с ЮКОСом, хотя и «перегнуло палку» в некоторых местах, но в целом действовало обоснованно и с законными целями. По мнению Гололобова, признание со стороны ЕСПЧ справедливости начисления налогов на ЮКОС фактически означает и признание того, что Михаила Ходорковского «абсолютно законно осудили по налоговому эпизоду, по так называемому первому делу». Представители Михаила Ходорковского, отметив, что предприниматель не входил в число истцов, и не играл никакой роли в судебном деле, заявили тем не менее, что «приветствуют выводы ЕСПЧ о серьёзных нарушениях права на справедливое судебное разбирательство и права собственности, допущенных Правительством Российской Федерации при обращении с ЮКОСом».
По мнению члена Совета при Президенте Российской Федерации по развитию гражданского общества и правам человека Елены Панфиловой, ЕСПЧ поступил верно, приняв решение не по политическому аспекту, а по спору хозяйствующих субъектов в деле ЮКОСа. То, что решение ЕСПЧ было принято именно по содержательной части и не признано политическим, «крайне важно для современной России», считает Панфилова. Глава правозащитного центра «Мемориал» Олег Орлов заявил: «Я и другие мои коллеги-правозащитники надеялись и ожидали подобного решения… Европейский суд поддержал не олигарха, а право российских граждан на независимое и справедливое разбирательство любых дел в судах… Такое решение на пользу гражданам России, так как граждане РФ заинтересованы, чтобы судебная система у нас была независимой». Глава Московской хельсинкской группы Людмила Алексеева заявила, что не сомневалась в исходе процесса в ЕСПЧ, но процесс по делу ЮКОСа всё-таки назвала «заказным политическим». «Я не сомневаюсь, что, когда дело дойдёт до рассмотрения второго дела ЮКОСа, решение будет подобным».
19 января 2017 г. Конституционный суд РФ по запросу Министерства юстиции РФ и ряда депутатов Государственной Думы принял постановление о признании невозможным в соответствии с Конституцией РФ исполнения решения ЕСПЧ о выплате компенсации акционерам ЮКОСа. В частности, Конституционный суд РФ указал, что сама по себе выплата присуждённой Европейским Судом по правам человека бывшим акционерам компании, выстроившей незаконные схемы уклонения от налогообложения, их наследникам и правопреемникам столь значительной денежной компенсации из той бюджетной системы, которая регулярно не получала от неё в должном объёме огромные суммы налоговых платежей, необходимые в том числе для выполнения публичных обязательств перед всеми гражданами, преодоления финансового и экономического кризиса, противоречит конституционным принципам равенства и справедливости в налоговых правоотношениях. При этом Конституционный суд РФ отметил, что он тем не менее не исключает возможности проявления Россией доброй воли в определении пределов такого компромисса и механизмов его достижения в отношении акционеров ОАО "Нефтяная компания «ЮКОС», пострадавших от неправомерных действий компании и её менеджмента. В связи с этим Правительство Российской Федерации правомочно инициировать рассмотрение вопроса о выплате соответствующих сумм в предусмотренной российским и зарубежным законодательством процедуре распределения вновь выявленного имущества ликвидированного юридического лица, что может быть осуществлено только после расчётов с кредиторами и принятия мер по выявлению иного имущества (например, сокрытого на зарубежных счетах). Однако такая выплата — исходя из выраженных в настоящем Постановлении правовых позиций — в любом случае не должна затрагивать доходы и расходы бюджета, а также имущество Российской Федерации.
Два судьи Конституционного суда РФ (В. Ярославцев и К. Арановский) изложили особые мнения по этому делу. Ярославцев указал, что Министерство Юстиции пропустило срок обжалования решения ЕСПЧ тем самым де-юре согласившись с этим решением и более того, даже подготовило план для исполнения этого решения при том, что имело право инициировать обсуждение плана исполнения решения Суда в Совете Европы и не воспользовалось этим правом. Арановский указывал, что «следование правилу» должно иметь приоритет над «целями закона»

### Вторые жалобы Ходорковского и Лебедева по первому уголовному делу
Ходорковский и Лебедев в 2005—2006 годах подали в ЕСПЧ жалобы, касающиеся первого дела, в котором они были подсудимыми. В 2010—2011 годах жалобы были признаны приемлемыми по ряду заявленных нарушений Европейской конвенции о защите прав человека и основных свобод (ЕКПЧ).
В июле 2013 года ЕСПЧ вынес постановление по этим жалобам. ЕСПЧ усмотрел ряд нарушений (в частности, статей 8 и 34 ЕКПЧ и ст. 1 первого протокола к ней — об унизительном обращении и о праве на справедливый суд), но по ряду статей не усмотрел нарушений (в том числе статей 7 и 18). По статьям 3, 5 и 6 Конвенции нарушения были констатированы, но в отношении не всех событий, на которые жаловались Ходорковский и Лебедев.
ЕСПЧ счёл, что не была нарушена статья 18 ЕКПЧ, которая говорит о том, что ограничения, допускаемые в отношении прав и свобод, не должны применяться для иных целей, нежели те, для которых они были предусмотрены. В пресс-релизе, выпущенном ЕСПЧ, говорилось: «Суд готов признать, что некоторые должностные лица имели свои собственные причины для того, чтобы способствовать уголовному преследованию заявителей. Однако, одного этого факта недостаточно, чтобы заключить, что без этого заявители не были бы осуждены. Ни одно из обвинений против заявителей не касалось их политической деятельности. Обвинения, выдвинутые против них, были серьёзными, в них было здравое зерно. Таким образом, даже если в деле и присутствовали неподобающие мотивы, это не давало заявителям иммунитета от уголовного преследования и не делало все уголовное преследование, с начала до конца, нелегитимным, как это утверждали заявители.»
Также ЕСПЧ пришёл к выводу, что во время судебного процесса не была нарушена статья 7 ЕКПЧ, согласно которой наказание должно быть основано на законе. ЕСПЧ указал, что «закон был применён разумно и в соответствии с таким пониманием уклонения от уплаты налогов, которое вытекает из здравого смысла».
В то же время ЕСПЧ обнаружил ряд нарушений прав заявителей. Так, по мнению ЕСПЧ, право Ходорковского и Лебедева на справедливое судебное разбирательство было нарушено, поскольку защите не позволили допросить экспертов, привлечённых обвинением, представленные защитой заключения экспертов были необоснованно отвергнуты судом, власти не уважали конфиденциальность контактов между подсудимыми и их защитниками.
Решение российского суда о взыскании с Ходорковского налогов, которые не были выплачены «ЮКОС», было также признано необоснованным. ЕСПЧ счёл нарушением прав заявителей и то, что отбывать наказание их отправили в отдалённые сибирские колонии, и то, что в зале суда их содержали в металлической клетке. Кроме того, ЕСПЧ признал, что российские власти препятствовали подаче Ходорковским и Лебедевым жалобы в ЕСПЧ тем, что оказывали давление на их адвокатов (российских адвокатов пытались лишить адвокатского статуса, иностранным адвокатам отказывали в визах и аннулировали уже выданные визы).
В итоге ЕСПЧ постановил взыскать в пользу Ходорковского компенсацию в размере 10 тыс. евро. Лебедеву в компенсации было отказано.

### Жалобы Ходорковского и Лебедева по второму уголовному делу
14 января 2020 года ЕСПЧ вынес решение по второму делу ЮКОСа. Суд признал, что права заявителей на справедливый суд и справедливое наказание были нарушены, но дело не было политически мотивированным. В частности, в решении говорится, что суд не может понять, каким образом взаимная сделка, действительная по гражданскому праву, может быть приравнена к незаконному и безвозмездному изъятию чужого имущества.

## Иск GML в Международный арбитраж в Гааге

### Арбитраж
3 февраля 2005 года три компании, связанные с бывшим основным акционером ЮКОСа Group MENATEP Ltd (GML) — Yukos Universal Ltd (YUL), зарегистрированная на острове Мэн, кипрская Hulley Enterprises Ltd. (Hulley) и кипрский фонд Veteran Petroleum Limited (VPL) подали иски в Международный арбитраж в Гааге (МАГ). Истцы потребовали от России около 100 млрд $, ссылаясь на положения о защите инвестиций Энергетической хартии, которую Россия подписала.
30 ноября 2009 года Гаагский арбитраж принял решение рассматривать дело по существу на основании специального положения Энергетической хартии, позволяющего сразу применять её к подписавшему государству. Ответственность за процесс со стороны России была возложена на первого вице-премьера Игоря Шувалова. Под его руководством происходило привлечение международных юридических компаний Cleary Gottlieb Steen & Hamilton (CGSH) и Baker Botts, их гонорар составил $27 млн, а всего Россия за время судов потратила около $37 млн на экспертов и юристов..
28 июля 2014 года Международный арбитражный суд в Гааге постановил, что государство осуществило полномасштабную атаку на ЮКОС и её бенефициаров с целью обанкротить компанию и присвоить её активы в пользу государственных компаний Роснефть и Газпром, таким образом экспроприировав собственность и нарушив положения Договора к Энергетической хартии.
Арбитраж пришёл к выводу, что Байкалфинансгрупп была фиктивной компанией, аукцион по продаже Юганскнефтегаза был сфальсифицирован и был связан не с желанием вернуть налоги, а был обусловлен намерением государства приобрести самый желанный актив ЮКОСа, а затем обанкротить всю компанию. Если решение вступит в силу, российские власти должны компенсировать судебные издержки и выплатить истцам сумму в 50 млрд $ до 15 января 2015 года. Решение было вынесено единогласно тремя судьями, один из которых был назначен Россией.
В решении суда, в частности, говорится:
… государственный аппарат (России) … обрушил всю свою мощь на ЮКОС и на его выгодоприобретателей, чтобы обанкротить ЮКОС и присвоить его активы и в то же время устранить с политической арены Михаила Ходорковского.
После длительного рассмотрения того, как российские налоговые органы, судебные приставы и суды поступили с ЮКОСом, а также взвесив все свидетельства, в особенности относящиеся к уплате налога на добавленную стоимость, суд пришел к выводу, что главной целью Российской Федерации был не сбор налогов, а доведение до банкротства ЮКОСа и завладение его ценными активами.

Суровое обращение с Ходорковским и Лебедевым, заключённых в тюрьмы в отдаленных местах и содержавшихся в клетке во время судебных слушаний, грубое обращение с юристами ЮКОСа, а также сложности, с которыми столкнулись юристы при ознакомлении с материалами дела и при консультациях с Ходорковским и Лебедевым, сам темп судебного разбирательства не соответствуют надлежащей правовой процедуре. Российское судопроизводство, в особенности второй приговор в отношении Ходорковского и Лебедева, по тому, насколько изобретательна была юридическая теория о хищении ими нефти, добытой ЮКОСом, указывают на то, что суды пошли на поводу у исполнительной власти России с целью обанкротить ЮКОС, передать активы государственной компании и лишить свободы человека, который мог стать политическим конкурентом.
В соответствии с решением суда российские власти должны были компенсировать судебные издержки и выплатить истцам сумму в 50 млрд $ до 15 января 2015 года, в противном случае на сумму задолженности будут начисляться проценты.

#### Обязательность исполнения решения суда для России
Истцы потребовали от России компенсации ущерба, ссылаясь на положения о защите инвестиций Энергетической хартии. Россия подписала Хартию, но не ратифицировала её.
Несмотря на отсутствие ратификации, по мнению партнёра консалтинговой компании RusEnergy Михаила Крутихина, Россия обязана выполнить решение суда. Это связано с тем, что, по его словам, в конце октября 2005 года на предварительном слушании по делу российская сторона подписала с истцами соглашение, по которому обязалась следовать в этом конкретном деле положениям Хартии. Также важным является тот факт, что суд был третейским: представители России (как и истцы) сами выбрали судей и добровольно возложили на себя обязательство исполнения их вердикта.

#### Арест активов России
В июне 2015 года бывшие акционеры ЮКОСа добились ареста активов России в Австрии, Бельгии и Франции. «Юкос Юнивёрсал Лимитед» потребовал ареста российских активов из-за опасений «относительно возможности получить причитающуюся ему сумму, в частности, из-за систематического отказа Российской Федерации исполнять вынесенные против неё судебные решения и учитывая отношение Российской Федерации к данному решению». За месяц до этого глава компании Тим Осборн сообщил, что бывшие акционеры ЮКОСа обратились в суды Великобритании, Франции и США и готовят аналогичные иски в суды Бельгии и Нидерландов.
В Бельгии российские учреждения получили постановления об аресте находящихся в их распоряжении госактивов. В список организаций попали все крупные банки, зарегистрированные в Бельгии, все российские представительства (кроме дипломатических), вплоть до Брюссельской и Бельгийской епархии РПЦ, в том числе представительства негосударственных организаций и СМИ. На некоторое время были заблокированы даже банковские счёта российского посольства. Причиной послужило решение Гаагского суда по делу ЮКОСа, обязывающее Россию выплатить бывшим акционерам компании почти 50 млрд $.
Во Франции были арестованы счёта российских компаний в дочерней компании ВТБ, а также пакет акций ВГТРК в 7,5 % акций французской Euronews S.A.

### Обжалование в Окружном суде Гааги
Россия обжаловала решение МАГ в Окружной суд Гааги (Hague District Court). Однако, несмотря на это, начиная с 15 января 2015 года на основную сумму, подлежащую взысканию, также начали начисляться проценты — около 1,9 % годовых, или 2,6 $ млн в сутки. Таким образом, ежегодно сумма долга будет увеличиваться почти на 1 млрд $. В бюджете на 2015 год, по заявлениям российских властей, эти средства не заложены.
20 апреля 2016 г. Окружной суд Гааги решил, что МАГ не имела достаточных оснований принимать и рассматривать жалобу бывших акционеров ЮКОСА, согласившись с доводами российской стороны о том, что на Россию не распространяется соглашение об арбитраже в рамках Договора энергетической Хартии, так как Россия его не ратифицировала, тем самым отменив её обязательства по уплате более чем 50 миллиардов долларов США по решению МАГ. Также суд Гааги обязал каждую организацию выплатить России 16 801,80 € в качестве издержек, суммарно 50 405 €. Представители акционеров ЮКОСа, изначально отказавшись, заявили, что обжаловали это решение в Апелляционный суд в Гааге («Court of Appeal in The Hague») и ожидают рассмотрения их дела в 2018 году. В марте 2019 года региональный суд Берлина обязал бывших акционеров компании «Халли Энтерпрайсиз Лтд» возместить России около 188 тыс. € судебных издержек, связанных с запущенным в Германии в 2015 году исполнительным производством по взысканию с РФ 50 млрд € в соответствии с известными решениями Гаагского арбитража.

### Решение Апелляционного суда Гааги
18 февраля 2020 года Апелляционный суд Гааги отменил решение Окружного суда Гааги и вновь обязал Россию выплатить 50 млрд долларов по иску бывших акционеров ЮКОСа. Это даёт возможность акционерам ЮКОСа начать действия по аресту имущества России на территории других стран.
Минюст России выразил намерение обжаловать это решение в Верховном суде Нидерландов.

### Обжалование в Верховном суде Нидерландов
В мае 2020 года Россия обжаловала решение Апелляционного суда Гааги в Верховном суде Нидерландов.
4 декабря 2020 года Верховный суд Нидерландов отклонил ходатайство России по приостановке судебного исполнения, что означает, что все установленные истцы могут продолжить добиваться выполнения арбитражных решений.
23 апреля 2021 года юридический советник Верховного суда рекомендовал отклонить кассационную жалобу России и оставить в силе решение Апелляционного суда Гааги о выплате акционерам ЮКОСа более 50 млрд долл. за незаконное лишение их собственности. Вынесение решения Верховного суда по делу назначено на 5 ноября 2021 года.
5 ноября 2021 года Верховный суд Нидерландов, отклонивший основные аргументы Российской Федерации, вернул дело в Апелляционный суд Амстердама исключительно на рассмотрение утверждения Российской Федерации о предполагаемом мошенничестве экс-акционеров ЮКОСа в рамках заявлений о контролирующих лицах истцов во время арбитражного разбирательства.
20 февраля 2024 года Апелляционный суд Амстердама отклонил утверждения Российской Федерации, оставив в силе решение Постоянного третейского суда о присуждении экс-акционерам суммы иска; постановление суда может быть вновь обжаловано в Верховном суде Нидерландов.

## Иск Yukos Capital в Международный арбитраж в Гааге
В 2013 году компания Yukos Capital Sarl подала иск к России в Международный арбитраж в Гааге, требуя 13 млрд $ в связи с тем, что Yukos Capital выдала ЮКОСу займы на миллиарды долларов, которые не были возвращены из-за банкротства и ликвидации компании по решениям российских властей. В июле 2021 года арбитраж присудил ей компенсацию в сумме 5 млрд $.

## Иски в Стокгольмский арбитраж
В сентябре 2010 года Стокгольмский арбитраж присудил взыскать с России в пользу британского акционера RosinvestCo, владевшего 7 млн акций ЮКОСа, 3,5 $ млн ущерба согласно российско-британскому соглашению о защите инвестиций. Россия пыталась оспорить юрисдикцию Стокгольмского арбитража в государственных судах Швеции, но её жалоба была отклонена.
В июле 2012 г. Стокгольмский арбитраж обязал Россию компенсировать ряду испанских акционеров ЮКОСа (инвестиционным фондам Quasar de Valores, Renta 4 и другим) 2,7 млн $ убытков на основании российско-испанского соглашение об инвестициях, которое обязывает стороны компенсировать потери капиталов в случае неправомерных действий со стороны государства.
В 2014 году окружной суд Стокгольма подтвердил решение Стокгольмского арбитража по этому делу, отклонив жалобу России, основанную на том, что у арбитража не было соответствующей компетенции в решении данных вопросов, однако в январе 2016 г. Апелляционный суд Стокгольма отменил решение окружного суда, постановив, что Стокгольмский арбитраж не имел полномочий для вынесения решения по делу.

## Последствия «Дела ЮКОСа»
По утверждению Федеральной налоговой службы, после «дела ЮКОСа» практически все нефтяные компании уточнили свои цифры по уплате налогов и стали вносить в бюджет значительно большие суммы. В 2004 году сбор налогов составил 250 % от уровня 2003 года.
Дело вызвало мощный резонанс, обеспокоенность судьбой Ходорковского выражал в том числе и президент США Джордж Буш. Как утверждал в 2005 году эксперт по внешней политике Александр Рар, канцлер Германии Герхард Шрёдер полностью поддерживает процесс против Ходорковского — он убеждён в том, что надо наказывать тех людей, которые «годами не платили налогов, которые занимались подкупом Думы, участвовали в коррупционных сделках, которых в России в своё время было немало».
Международный резонанс был в определённой степени вызван наличием многочисленных иностранных акционеров. Пытаясь противодействовать их давлению, власти решили привлечь к финансированию сделки германский банк, однако он фактически подвергся за рубежом остракизму.
В ноябре 2003 года старший редактор российской редакции журнала Forbes Пол Хлебников писал: «Какие выводы вы извлечете из дела Ходорковского? Что вы сделаете, чтобы не оказаться вместе с ним за решёткой? Очевидно, вы предпочтёте всегда занимать сторону президента, а ещё лучше — вообще держаться подальше от политики. Но кроме того, вы приложите все усилия, чтобы оставаться в рамках закона, избегая схем быстрого обогащения. Тогда у прокурора и организаторов политических кампаний не будет явного повода к вам придраться. Из таких соображений и строится законопослушное общество. Арест Ходорковского не знаменует собой торжество законности. Жёсткие действия при задержании говорят о том, что до становления цивилизованной правоохранительной системы в России ещё далеко. Ещё неизвестно, как люди Путина поведут это дело дальше (подозреваю, что всё будет ещё отвратительнее, прежде чем станет лучше). Но оглядываясь на эти события в будущем, мы, вероятно, сможем констатировать, что они привели к укреплению как основ права собственности, так и российского рынка».
Сторонники Ходорковского проводили разнообразные семинары, организовывали митинги и раздавали стикеры, в которых в основном прибегали к следующим аргументам:
- предвзятость суда;
- политическая мотивированность дела;
- предпринятые Ходорковским усилия по обеспечению прозрачности бизнеса ЮКОСа.

### Распродажа активов ЮКОСа
Дело «ЮКОСа» стало началом процесса огосударствления российского нефтегазового комплекса:
- в 2005 году «Газпром» приобрёл контрольный пакет «Сибнефти»;
- в 2006 году «Газпром» стал основным акционером проекта «Сахалин-2» (предыдущим участникам проекта были предъявлены экологические претензии, которые были сняты после приобретения актива «Газпромом»). В этом же году «Газпром» стал крупным акционером компании Новатэк;
- в 2007 году помимо окончательного включения активов ЮКОСа в состав «Роснефти», по решению судебных органов были возвращены в госсобственность акции предприятий нефтегазового комплекса Башкирии, «Газпром» получил контроль над Ковыктинским газоконденсатным месторождением. Преследованию подверглась компания «Русснефть», собственник которой Михаил Гуцериев был вынужден продать бизнес, а затем покинул страну;

## Мнения о деле ЮКОСа
Некоторые наблюдатели высказывались в поддержку суда и приговора, некоторые считали процесс по делу ЮКОСа политическим, показательным и заказным.
В ноябре 2003 года старший редактор журнала Forbes Пол Хлебников писал: «Арест Ходорковского вовсе не является началом кампании против богачей. Он также не является примером репрессии по сфабрикованному обвинению, подобной сталинским показательным процессам. Напротив, слишком многих других российских крупных бизнесменов можно было бы обвинить в преступлениях, приписываемых Ходорковскому. Мы наблюдаем, как агонизирует клептократическая система ельцинской России. Вопиющий пример порочности приватизационной эпохи — пресловутые залоговые аукционы 1995—1997 гг., обеспечившие Ходорковскому его состояние. <…> Покупая у государства активы в ходе такой закулисной сделки и по столь заниженной цене, вы рискуете, что ваши права на новую собственность никогда не будут надёжно защищены. Сограждане будут считать вас мошенником, а государство — скорее хранителем активов, чем их подлинным владельцем».
Гарри Каспаров критиковал преследование Ходорковского: 
Его преступлением стало не то, что он не заплатил налоги. Как раз наоборот. Его преступлением стало то, что он регулярно платил налоги непосредственно в налогово-финансовое управление. Он хотел быть независимым и честным, что по неписаным законам путинского режима является преступлением.
Арест и суд над Ходорковским вызвал недовольство США. Госдепартамент США заявил, что арест Ходорковского «вызывает подозрения в произвольном использовании судебной системы» и нанесёт серьёзный вред западным инвестициям. Влиятельный американский политический деятель Ричард Перл в интервью газете «Коммерсант» назвал кампанию против Ходорковского и «ЮКОСа» «произвольной, мстительной и капризной» и потребовал исключить Россию из «Большой восьмёрки». Конгрессмен Том Лантос совместно с сенаторами Джо Либерманом и Джоном Маккейном подготовил проект резолюции Конгресса об исключении России из «большой восьмёрки» за арест Ходорковского — которая в конечном итоге не была принята. Вместо этого в декабре 2003 года американский сенат принял резолюцию, призывающую российские власти обеспечить справедливое и открытое судебное расследование дела. В палате представителей резолюция о приостановлении членства РФ в «большой восьмёрке» была принята лишь комитетом по международным делам в конце марта 2004 года.
По мнению кандидата юридических наук, бывшей судьи Мосгорсуда Ольги Кудешкиной (лишена статуса судьи «за умышленное умаление авторитета судебной власти»), московский городской суд под председательством жены генерала ФСБ Ольги Егоровой работает в сговоре с прокуратурой и оказывает давление на судей, чтобы те выносили нужные решения. Есть мнение, что сама Егорова была назначена на должность председателя в обход закона.
Адвокат международного права Роберт Амстердам в 2007 году опубликовал «белую книгу» о злоупотреблениях государственной властью в Российской Федерации, утверждая, что имели место нарушения закона в преследовании Ходорковского и его коллег.

4 апреля 2005 Альфред Кох, бывший вице-премьер России, бывший глава Госкомимущества России, так, к примеру о вертикали власти, отозвался о деле «ЮКОСа»: 
А я и не говорю о её целостности. Во власти нет никакой скоординированной позиции. Наоборот, дело ЮКОСа, к примеру, представляло собой сочетание ряда разнородных маленьких коммерческих проектов. Кто-то из участников этого дела хотел на одном заработать, кто-то - на другом. Каждый думал, наверное, что именно он будет, в конечном счёте, все решать. Но теперь, после скандальной эпопеи по объединению "Роснефти" и "Газпрома", уже ясно, что из одной точки этот процесс не координировался.
28 июня 2005 года в газете «Известия» было опубликовано «письмо пятидесяти» — «Обращение деятелей культуры, науки, представителей общественности в связи с приговором, вынесенным бывшим руководителям НК „ЮКОС“», выражающее протест против попыток политизировать дело о неуплате налогов.
Создатели анонимного блога «ЮКОС. Белая книга» призывали к защите прав пострадавших, по их мнению, от ЮКОСа: «К этим людям, в отличие от Ходорковского, не приезжали правозащитники „Международной амнистии“, политики Совета Европы не боролись за их реабилитацию, их фамилиями не пестрит интернет и печатные издания, хотя они, а не руководство компании — пострадавшая сторона» Согласно Сергею Никанорову из Независимой газеты, «Общественное движение им. В. Петухова» создало «интернет-проект» «ЮКОС. Белая книга». Согласно официальным справкам, «Нефтеюганское городское общественное движение имени Петухова Владимира Аркадьевича» возглавляли Виктор Петрович Пушкаренко и Галина Николаевна Глухова.
Согласно опросу населения России, проведённому в октябре 2004 года фондом «Общественное мнение», в разбирательстве вокруг ЮКОСа на стороне государства были 47 % опрошенных, на стороне ЮКОСа — 7 %, остальные заявили, что не знали о деле ЮКОСа либо затруднились ответить.

### Мнения и оценки «второго дела» Ходорковского и Лебедева
4 марта 2009 года политолог Дмитрий Орешкин высказал мнение, что трудно судить о подспудных мотивах инициации нового дела; по его мнению, новый процесс ЮКОСа есть проявление противоборства силовиков и либералов во властной группировке: «Дело-то символическое, и если удастся его обвинить и, соответственно, отправить за решётку ещё на какие-то годы, то это знак того, что силовики контролируют ситуацию. С ними связываться нельзя, они в отличной форме, и если кто-нибудь идёт против них, то смотрите, что получается. Если же решение будет в пользу Ходорковского или не в пользу силовиков, то есть ничья, например — отправка дела на доследование, то тогда все элитные группы понимают, что силовикам не всё подвластно. Что они ослабели и их можно рвать на части.» Накануне «Wall Street Journal» приводил схожие мнения других аналитиков.
6 марта 2009 года Леонид Радзиховский сказал о возможных последствиях второго осуждения Ходорковского и Лебедева для Президента РФ: «Вот тот безразмерный срок, который просит прокуратура, то это пятно, естественно, ложится на Медведева. Во-первых, оно противоречит в некотором смысле заявленной роли вот этого самого либерального, интеллигентного, и так далее, а главное, даже не то, противоречит роли, или нет — такие вещи — так устроено сознание людей — запоминаются. Вот какие-то, может быть, гораздо крупные, общеполитические события стираются, новые события приходят, и так далее. А это уголовное дело, конкретный человек сидит, дело явно вопиющее — это на нём останется. И дальнейшая игра в либерального, сверхлиберального, сверхленинградско-петербургско-профессора-либерала на западных сценических площадках — эта игра в значительной степени затруднится. И, конечно же, Медведев это прекрасно понимает.».
7 марта 2009 года в эфире программы «Вести с Сергеем Брилёвым» телеканала «Россия» Президент Российского союза промышленников и предпринимателей Александр Шохин выразил мнение, что в деле есть логическая нестыковка: «В деле Ходорковского возникает недоумение: либо людей осудили за то, что они не заплатили налоги, то тогда как их можно судить за то, что они украли нечто, за что они не заплатили налоги. <…> Либо первое дело должно развалиться, либо второе не имеет никакого основания.».
Политолог Андрей Пионтковский в тот же день: «<…> Медведев не участвовал активно в такой травле Ходорковского, он не выступал в его защиту как Касьянов, но и не усердствовал в гонениях на него. Я всё-таки думаю, что этот, казалось бы, абсолютно бессмысленный для престижа и имиджа власти процесс задуман как раз той самой радикальной антиходорковской группой силовиков, чтобы и в этом вопросе окончательно повязать Медведева, сделать его соучастником расправы и демонстративно указать ему то место, которое он занимает, пользуясь их лексикой, у кремлёвской параши.».
В декабре 2009 года премьер-министр Владимир Путин заявил, что «процедуру банкротства компании „ЮКОС“ инициировали западные кредиторы, западные банки. И это банкротство было осуществлено в полном соответствии с российским законодательством». По его словам, реализованные от продажи активов компании средства поступили в Фонд жилищно-коммунального хозяйства: «результатами работы этого фонда воспользовались уже 10 млн человек, которым отремонтированы дома и квартиры, 150 тыс. будет переселено в новые дома из трущоб». Путин отметил, что «когда-то эти деньги были украдены у народа», а также напомнил: «там только доказанных убийств — пять». Путин подчеркнул: «проблема в том, чтобы преступлений подобного рода у нас больше не повторялось».
17 октября 2010 года режиссёр Станислав Говорухин в программе Познер на Первом канале сказал, что не жалеет о том, что подписал «Письмо 50», с поддержкой уголовного преследования Ходорковского, так это объяснив:

Нет, не сожалею. Я не очень, конечно, понимаю всю эту подоплёку, то есть я её понимаю, но, пожалуй, выразить не смогу. Но меня смущает другое. Правая рука Ходорковского, некий Невзлин, знакомый вам персонаж, осуждён пожизненно, заочно, правда.<…> Правая рука Ходорковского тоже — у него было две правых руки — Алексей Пичугин осуждён пожизненно за доказанные заказные убийства. В своё время, когда убили мэра Нефтеюганска Владимира Петухова, весь Нефтеюганск — это ещё Ходорковский не сидел — вышел с плакатами на демонстрацию, на которых было написано: «Ходорковский — убийца». Предположить, что Ходорковский ничего этого не знал и к этому не причастен, очень трудно, согласитесь. Вот, поэтому я подписал это письмо. В этом признался и Владимир Владимирович Путин не так давно — в том, что там, во многом, все происходит от того, что этот человек замешан в этих инцидентах.— Станислав Говорухин. «Познер», телепередача, 17 октября 2010 года
30 декабря 2010 года после окончания оглашения обвинительного приговора адвокат Ходорковского Вадим Клювгант назвал произошедшее «преступной расправой и сфальсифицированным делом». Адвокат сообщил о намерениях инициировать уголовное преследование всех причастных к этому делу:

«Мы будем ставить вопрос в соответствии с нашей позицией о том, что это преступная расправа и сфальсифицированное дело, будем ставить вопрос об уголовном преследовании виновных… Об уголовном преследовании всех установленных и неустановленных лиц всей этой организованной преступной группы, которая причастна к расправе над ними {Ходорковским и Лебедевым}»

«Суд ничего не оценивал, это фальшивка, имеющая внешнюю видимость приговора… Говорить о какой-то оценке, где там одно предложение противоречит другому, и это свидетельствует о том, что у этого с позволения сказать „документа“ гораздо больше, чем один автор, — говорить о какой-то оценке, о каком-то анализе я не считаю возможным»

«Мы будем этого добиваться… Берётся преступник, сажается в тюрьму, под арест, и расследуется его преступная деятельность. Если преступников много, то все — берутся, сажаются в тюрьму и расследуется их преступная деятельность. Как это осуществляется, написано в УПК Российской Федерации»— Вадим Клювгант
18 мая 2011 г. на пресс-конференции один из журналистов спросил Президента РФ Дмитрия Медведева, опасен ли выход Ходорковского на свободу. Ответ Медведева был таким: «Вопрос короткий и ответ тоже короткий: абсолютно ничем не опасен».
В мае 2018 года Джон Маккейн в критической по отношению к Путину статье выразил уверенность, что реальным преступлением, за которое был осужден Ходорковский, была его «критика режима Путина и спонсирование оппозиционных партий».